# Vincent King
Vincent King (eigentlich Rex Thomas Vinson; geboren am 22. Oktober 1935 in Falmouth, Cornwall; gestorben im Mai 2000 in Kerrier, Cornwall) war ein britischer Science-Fiction-Autor und Künstler.

## Leben
King besuchte die Redruth School of Art und studierte dann von 1952 bis 1957 am Falmouth College of Art, anschließend von 1959 bis 1060 am West of England College of Art in Bristol und von 1960 bis 1962 an der University of London.
Von 1963 bis 1968 arbeitete er als Kunstlehrer an Schulen in London, Bristol und Newcastle upon Tyne und seither in Redruth.
1961 hatte er Jean Blackler geheiratet, mit der er einen Sohn und eine Tochter hatte. 1978 wurde die Ehe geschieden.
1966 hatte er in der von John Carnell herausgegebenen Anthologie New Writings in S-F 9 eine erste Erzählung veröffentlicht. 1969 folgte sein Debütroman Light a Last Candle. Sein Roman Another End wurde 1973 auch ins Deutsche übersetzt.

## Bibliografie
Romane
- Light a Last Candle (1969)
- Another End (1971)
  - Deutsch: Piloten der Hoffnung. Übersetzt von Hannelore Eilsen. Bastei-Taschenbuch #29, 1973, OCLC 74140682.
- Candy Man (1971)
- Time Snake and Superclown (1976)

Kurzgeschichten
- Defence Mechanism (1966)
- The Wall to End the World (1967)
- Testament (1968)
- The Eternity Game (1969)
- Report from Linelos (1969)
- The Discontent Contingency (1971)